# Зеленецька сільська рада
Зелене́цька сільська́ ра́да — адміністративно-територіальна одиниця та орган місцевого самоврядування в Кельменецькому районі Чернівецької області. Адміністративний центр — село Зелена.

## Загальні відомості
- Населення ради: 1 980 осіб (станом на 2001 рік)

## Історія
Чернівецька обласна рада рішенням від 18 травня 2006 року у Кельменецькому районі перейменувала Зеленівську сільраду на Зеленецьку.

## Населені пункти
Сільській раді були підпорядковані населені пункти:
- с. Зелена

## Склад ради
Рада складалася з 16 депутатів та голови.
- Голова ради: Придрик Олег Васильович

### Депутати
За результатами місцевих виборів 2010 року депутатами ради стали:

#### За суб'єктами висування
| Суб'єкт висування                                       | Кількість обраних депутатів | %    |
| ------------------------------------------------------- | --------------------------- | ---- |
| Партія регіонів                                         | 7                           | 43,8 |
| Політична партія Всеукраїнське об'єднання «Батьківщина» | 6                           | 37,5 |
| Самовисування                                           | 3                           | 18,8 |

#### За округами
| № округу                                                | Прізвище, ім'я, по батькові   | Дата визнання обраним | Освіта             | Партійна приналежність                        | Відомості про обраного депутата                     |
| ------------------------------------------------------- | ----------------------------- | --------------------- | ------------------ | --------------------------------------------- | --------------------------------------------------- |
| Партія регіонів                                         |                               |                       |                    |                                               |                                                     |
| 2                                                       | Нікула Антоніна Василівна     | 01.11.2010            | вища               | член Партії регіонів                          | Зеленецька загальноосвітня школа І-ІІІ ст., вчитель |
| 3                                                       | Пуюл Людмила Миколаївна       | 01.11.2010            | середня спеціальна | член Партії регіонів                          | Зеленецька сільська рада, секретар                  |
| 9                                                       | Перепелюк Альона Василівна    | 01.11.2010            | вища               | член Партії регіонів                          | Зеленецька загальноосвітня школа І-ІІІ ст., вчитель |
| 10                                                      | Стратійчук Галина Василівна   | 01.11.2010            | середня спеціальна | член Партії регіонів                          | тимчасово не працює                                 |
| 12                                                      | Нікула Василь Васильович      | 01.11.2010            | середня спеціальна | член Партії регіонів                          | підприємець                                         |
| 14                                                      | Нікула Іван Васильович        | 01.11.2010            | середня спеціальна | член Партії регіонів                          | підприємець                                         |
| 15                                                      | Назарчук Олександр Сергійович | 01.11.2010            | вища               | член Партії регіонів                          | тимчасово не працює                                 |
| Політична партія Всеукраїнське об'єднання «Батьківщина» |                               |                       |                    |                                               |                                                     |
| 1                                                       | Шишковський Борис Васильович  | 01.11.2010            | вища               | член Всеукраїнського об'єднання «Батьківщина» | ТзОВ «Серединецьке», агроном                        |
| 4                                                       | Банар Олег Вікторович         | 01.11.2010            | середня спеціальна | член Всеукраїнського об'єднання «Батьківщина» | приватний підприємець                               |
| 5                                                       | Фишко Анна Георгіївна         | 01.11.2010            | вища               | член Всеукраїнського об'єднання «Батьківщина» | Зеленецька загальноосвітня школа І-ІІІ ст., вчитель |
| 7                                                       | Коротій Володимир Васильович  | 01.11.2010            | середня спеціальна | член Всеукраїнського об'єднання «Батьківщина» | тимчасово не працює                                 |
| 8                                                       | Бабій Лариса Василівна        | 01.11.2010            | середня спеціальна | член Всеукраїнського об'єднання «Батьківщина» | Зеленецька сільська рада, бухгалтер                 |
| 13                                                      | Придрик Василь Васильович     | 01.11.2010            | вища               | член Всеукраїнського об'єднання «Батьківщина» | Зеленецька аптека, аптекар                          |
| Самовисування                                           |                               |                       |                    |                                               |                                                     |
| 6                                                       | Пероган Микола Анатолійович   | 01.11.2010            | середня спеціальна | позапартійний                                 | підприємець                                         |
| 11                                                      | Фишко Іван Васильович         | 01.11.2010            | середня спеціальна | позапартійний                                 | Кельменці «Нафтогазмережа», слюсар                  |
| 16                                                      | Гудз Альона Григорівна        | 14.11.2010            | середня спеціальна | член Партії регіонів                          |                                                     |

## Населення
Згідно з переписом УРСР 1989 року чисельність наявного населення сільської ради становила 2228 осіб, з яких 1000 чоловіків та 1228 жінок.
За переписом населення України 2001 року в сільській раді мешкало 1975 осіб.

### Мова
Розподіл населення за рідною мовою за даними перепису 2001 року:
| Мова       | Відсоток |
| ---------- | -------- |
| українська | 98,99 %  |
| російська  | 0,66 %   |
| молдовська | 0,35 %   |